# Jaume Piquet i Piera
Jaume Piquet i Piera (les Corts de Sarrià, Barcelona, 15 d'abril de 1839 — Sarrià, 30 de juny de 1896) va ser un empresari i autor teatral.
Va néixer a un mas de Les Corts. Va començar de manobre a L'Espanya Industrial, més endavant treballar de gravador, a partir de la dècada de 1870 es dedicà a crear peces teatrals, especialment melodrames adreçats a les capes més humils de la societat barcelonina. Va ser empresari i director del Teatre Odeon, amb el qual va assolir gran popularitat. Fou autor d'uns Pastorets i com a tal va ser inclòs a l'obra Retrats de Passaport de Josep Pla. El 1880 va donar la seva biblioteca personal a Víctor Balaguer perquè s'unís a la futura Biblioteca Museu Víctor Balaguer que aquest estava fundant a Vilanova i la Geltrú.

## Obres
- Catalans! Fora les quintes!
- La monja enterrada en vida o secrets d'aquell convent. (Publicada per Adesiara editorial, Martorell, 2014).
- Herodes o La degollació dels innocents (Els Pastorets)[4]
- Joan de Serrallonga (adaptació d'un text de Víctor Balaguer)[5]